# ماری مک‌لارن
ماری مک‌لارن (انگلیسی: Mary MacLaren؛ ۱۹ ژانویهٔ ۱۸۹۶ – ۹ نوامبر ۱۹۸۵) هنرپیشه اهل ایالات متحده آمریکا بود. از فیلم‌های او می‌توان به پزشکان و پس از ساعت اداری اشاره نمود.